# Landtagswahl in Tirol 1921
- SDAPDÖ: 8
- TVP: 27
- OWV: 1
- GDVP: 4

Die Landtagswahl in Tirol 1921 fand am 22. Mai 1921 statt und führte neuerlich zu einem klaren Sieg der Tiroler Volkspartei (TVP). Nachdem die Anzahl der Mandate von 56 auf 40 reduziert worden war, erzielte die TVP mit 27 Mandaten erneut eine Zweidrittelmehrheit. Den zweiten Platz belegte die Sozialdemokratische Arbeiterpartei Deutschösterreichs, die Stimmenanteile hinzugewann und in der Folge 8 Landtagsabgeordnete stelle. Die Deutschfreiheitliche Partei kandidierte 1921 als Großdeutsche Volkspartei (GDVP) und konnte ebenfalls gegenüber 1919 Stimmenanteile gewinnen. Sie erreichte 4 Mandate. Die erstmals kandidierende Osttiroler Wählervereinigung schaffte mit einem Mandat den Einzug in den Landtag, den die Deutsche Nationalsozialistische Arbeiterpartei (DNSAP) und der Verband christlicher Kriegswitwen und Waisen verfehlten.

## Gesamtergebnis
|                                                                | Ergebnisse 1921  | Ergebnisse 1921  | Ergebnisse 1921  | Ergebnisse 1919  | Ergebnisse 1919  | Ergebnisse 1919  | Differenzen | Differenzen | Differenzen |  |
| -------------------------------------------------------------- | ---------------- | ---------------- | ---------------- | ---------------- | ---------------- | ---------------- | ----------- | ----------- | ----------- |  |
| Partei                                                         | Stimmen          | %                | Mand.            | Stimmen          | %                | Mand.            | Stimmen     | %           | Mand.       |  |
| Tiroler Volkspartei (TVP)                                      | 80.242           | 64,49 %          | 27               | 87.302           | 65,99 %          | 38               | - 7.060     | - 1,50 %    | - 11        |  |
| Sozialdemokratische Arbeiterpartei Deutschösterreichs (SDAPDÖ) | 26.677           | 21,44 %          | 8                | 25.102           | 18,97 %          | 11               | + 1.575     | + 2,47 %    | - 3         |  |
| Großdeutsche Volkspartei (GDVP)                                | 13.761           | 11,06 %          | 4                | 12.979           | 9,81 %           | 6                | + 782       | + 1,25 %    | - 2         |  |
| Osttiroler Wählervereinigung                                   | 1.948            | 1,57 %           | 1                | nicht kandidiert | nicht kandidiert | nicht kandidiert | + 1.948     | + 1,57 %    | + 1         |  |
| Deutsche Nationalsozialistische Arbeiterpartei (DNSAP)         | 1.231            | 0,99 %           | 0                | nicht kandidiert | nicht kandidiert | nicht kandidiert | + 1.231     | + 0,99 %    | ± 0         |  |
| Verband christlicher Kriegswitwen und Waisen                   | 559              | 0,45 %           | 0                | nicht kandidiert | nicht kandidiert | nicht kandidiert | + 559       | + 0,45 %    | ± 0         |  |
| Partei der Kriegsbeschädigten                                  | nicht kandidiert | nicht kandidiert | nicht kandidiert | 2.720            | 2,06 %           | 0                | - 2.720     | - 2,06 %    | ± 0         |  |
| Gesamt                                                         | 124.418          | 100,00 %         | 40               | 132.302          | 100,00 %         | 56               | - 7.884     |             |             |  |